# Мір Зафар Алі
Мір Зафар Алі (урду میر ظفر علی) — пакистанський художник візуальних ефектів. Тричі фільми, в роботі над якими він брав участь, здобували кінопремію «Оскар» у категорії «Найкращі візуальні ефекти»: «Золотий компас» (2007), «Життя Пі» (2012) і «Крижане серце» (2014). Він є першим пакистанцем, причетним до нагороди «Оскар».

## Життєпис

### Освіта
Мір Зафар Алі закінчив школу «Біконгаус». Здобув ступінь з комп'ютерних наук у Національному університеті в Пакистані. Закінчив Саваннський коледж мистецтва та дизайну (SCAD), а у 2019 році здобув нагороду SCAD40.

### Кар'єра
Алі працював над візуальними ефектами та графікою в багатьох голлівудських фільмах: «Післязавтра», «Люди Ікс: Перший клас», «Стелс», «Будинок-монстр», «Золотий компас», «Неймовірний Халк», «Тримай хвилю!», «Мумія: Гробниця Імператора драконів», «Прибульці на горищі» та багатьох інших.
Алі працював у кількох студіях візуальних ефектів у Голлівуді, включно з Digital Domain та Rhythm and Hues.

## Фільмографія
| Фільм                                 | Рік  | Роль                                     |
| ------------------------------------- | ---- | ---------------------------------------- |
| «Післязавтра»                         | 2004 | художник візуальних ефектів              |
| «Стелс»                               | 2005 | аніматор візуальних ефектів              |
| «Сезон полювання»                     | 2006 | художник візуальних ефектів              |
| «Будинок-монстр»                      | 2006 | технічний директор із візуальних ефектів |
| «Золотий компас»                      | 2007 | технічний директор із візуальних ефектів |
| «Людина-павук 3: Ворог у тіні»        | 2007 | аніматор візуальних ефектів              |
| «Тримай хвилю!»                       | 2007 |                                          |
| «Неймовірний Халк»                    | 2008 | технічний директор                       |
| «Мумія: Гробниця Імператора драконів» | 2008 |                                          |
| «Загублений світ»                     | 2009 | технічний директор із візуальних ефектів |
| «Прибульці на горищі»                 | 2009 |                                          |
| «Ведмідь Йогі»                        | 2010 | технічний директор із візуальних ефектів |
| «Гоп»                                 | 2011 | технічний директор із візуальних ефектів |
| «Люди Ікс: Перший клас»               | 2011 |                                          |
| «Життя Пі»                            | 2012 | художник візуальних ефектів              |
| «Хижа у лісі»                         | 2012 | художник візуальних ефектів              |
| «Крижане серце»                       | 2013 | художник візуальних ефектів              |
| «Персі Джексон: Море чудовиськ»       | 2013 | керівник із візуальних ефектів           |